# 海宝真珠
海宝 真珠（かいほう まこ、1999年10月29日 - ）は、日本の子役である。
東京都出身。スマイルモンキー所属。
身長146cm。趣味は映画鑑賞。特技は、ピアノ、バレエ、皿回し、傘回し

## 出演

### TV
- リンカーン節分の豆まき（TBS、2009年）
- 中居正広の金曜日のスマたちへ（TBS、2009年）ベッキーの幼少 役
- それいけ!アンパンマンくらぶ（BS日テレ、2009年）準レギュラー
- ピラメキーノ（テレビ東京、2010年）子役恋物語シーズン20
- ゴッドタン（テレビ東京、2013年）ゴッドタン 第2回ファンタジー芸人NO.1決定戦

### CM
- モスバーガー （2007年） クリームフォカッチャ
- バンダイナムコゲームス　（2008年）　もじぴったんWiiデラックス
- バンダイ　（2009年）　フレッシュプリキュア 変身ジャンパースカート
- ユニバーサルスタジオジャパン　（2009年）　ユニバーサル・ワンダー・クリスマス

### スチール
- ユニバーサルスタジオジャパン　（2009年）　ユニバーサル・ワンダー・クリスマス
- ユニバーサルスタジオジャパン　（2009年）　マジカル・スターライト・パレード
- 佐啓産業株式会社　（2009年）　ひさかたや 七五三着物モデル
- 東洋エクステリア　（2008年）
- National　（2007年）ホームベーカリー